# Енергетичне співтовариство
Енергоспівтовариство або Енергетичне співтовариство — це міжнародна організація, що включає в себе країни Євросоюзу і треті країни. Метою діяльності організації є розширення енергетичного ринку Євросоюзу на країни Південно-Східної Європи та на інші. Країни-члени беруть на себе зобов'язання в області енергетики, згідно з якими створюють нормативно-правову базу відповідно до Acquis communautaire ЄС та лібералізують свої енергетичні ринки.
У 2020 році Україна посіла друге місце у загальному рейтингу країн-учасниць Енергетичного співтовариства за рівнем імплементації європейського законодавства.

## Сторони
Європейський союз,  Албанія,  Боснія і Герцеговина,  Грузія,  Косово,  Македонія,  Молдова,  Сербія,  Україна,  Чорногорія

## Спостерігачі
Норвегія,  Туреччина,  Вірменія

## Учасники
Будь-яка країна Євросоюзу має право на отримання статусу спостерігача. Цим правом користуються:
 Австрія,  Болгарія,  Греція,  Італія,  Кіпр,  Латвія,  Литва,  Нідерланди,  Німеччина,  Польща,  Румунія,  Словаччина,  Словенія,  Угорщина,  Фінляндія,  Франція,  Хорватія,  Чехія,  Швеція,

## Співпраця з Україною
У жовтні 2023 Секретаріат Енергетичного співтовариства оприлюднив Звіт про роботу НКРЕКП «Управління та незалежність національного органу регулювання енергетики України». Секретаріат Енергетичного співтовариства підтримав свої попередні висновки про необхідність законодавчих реформ для подолання окремих недоліків та забезпечення незалежності НКРЕКП та запропонував рекомендації заходів, які направлені на зміцнення відповідного статусу НКРЕКП та посилення її інституційної незалежності.

## Лінки
- Офіційний сайт [Архівовано 16 серпня 2018 у Wayback Machine.]

1. ↑  Україна на другому місці в рейтингу Енергетичного Співтовариства. kosatka.media (рос.). Архів оригіналу за 1 березня 2022. Процитовано 9 грудня 2020.
2. ↑  Секретаріат Енергетичного Співтовариства наголошує на необхідності посилити інституційну незалежність Регулятора. Національна комісія, що здійснює державне регулювання у сферах енергетики та комунальних послуг. 23 жовтня 2023. Процитовано 17 червня 2024.